# Lohana
Lohana (nep. लोहना) – gaun wikas samiti w środkowej części Nepalu w strefie Dźanakpur w dystrykcie Dhanusa. Według nepalskiego spisu powszechnego z 2011 roku liczył on 1182 gospodarstwa domowe i 6927 mieszkańców (3441 kobiet i 3486 mężczyzn).